# Baseball aux Jeux olympiques d'été de 1992
Navigation
Édition précédente Édition suivante
Le tournoi de baseball des Jeux olympiques d'été de 1992 s'est disputé du 26 juillet au 5 août 1992 à Barcelone en Espagne. Les rencontres ont eu lieu dans les stades de L'Hospitalet de Llobregat et de Viladecans.

## Équipes participantes
| Pays                   | Critère de qualification                                                                             | Participations aux JO |
| ---------------------- | --- | --------------------- |
| Cuba                   | Vainqueur de la Coupe du Monde de baseball 1990 1er aux jeux Panaméricains 1991                      | 1re                   |
| Espagne                | Pays organisateur                                                                                    | 1re                   |
| États-Unis             | 3e aux jeux Panaméricains 1991                                                                       | 1re                   |
| Italie                 | Champion d'Europe 1991                                                                               | 1re                   |
| Japon                  | Champion d'Asie 1991                                                                                 | 1re                   |
| Porto Rico             | 2e aux jeux Panaméricains 1991                                                                       | 1re                   |
| République dominicaine | 4e aux jeux Panaméricains 1995 Vainqueur du barrage contre les Pays-Bas, vice-champion d'Europe 1991 | 1re                   |
| Taipei chinois         | Vice-champion d'Asie 1991                                                                            | 1re                   |

## Format du tournoi
Les huit équipes participantes jouent chacune contre les sept autres lors du tour préliminaire. Les quatre meilleures équipes se qualifient pour les demi-finales (1er contre 4e et 2e contre 3e).
Les vainqueurs des demi-finales jouent pour les médailles d'or et d'argent en finale, alors que les perdants se disputent la médaille de bronze.
Le tournoi est ouvert uniquement aux joueurs amateurs. Les équipes sont limitées à 20 joueurs.
L'utilisation de battes en aluminium est autorisée. Si une équipe a plus de dix points d'avance pendant ou après la 7e manche, la rencontre est terminée (mercy rule).

## Médaillés
| Médaille                            | Pays           | Joueurs |
| ----------------------------------- | -------------- | --- |
| Médaille d'or, Jeux olympiques      | Cuba           | Omar Ajete, Rolando Arrojo, Jose Delgado, Giorge Diaz, Jose Estrada, Osvaldo Fernandez, Lourdes Gurriel, Alberto Hernandez, Orlando Hernandez, Orestes Kindelan, Omar Linares, German Mesa, Victor Mesa, Antonio Pacheco, Juan Padilla (en), Juan Perez, Luis Ulacia, Ermidelio Urrutia, Jorge Valde, Lázaro VargasManager : Jorge Fuentes FleitasAssistants : Luis Enrique Gonzalez Alamo, Jorge Juan Hernandez Puentes |
| Médaille d'argent, Jeux olympiques  | Taipei chinois | Cheng-Hsien Chang, Wen-Chung Chang, Yaw-Teing Chang, Chi-Hsin Chen, Wei-Chen Chen, Tai-Chuan Chiang, Chung-Yi Huang, Wen-Po Huang, Yeu-Jeng Jong, Kuo-Chian Ku, Chien-Fu Kuo Lee, Ming-Hsiung Liao, Chao-Huang Lin, Kun-Han Lin, Chen-Jung Lo, Kuo-Chong Lo, Kun-Hong Pai, Ming-Hung Tsai, Kuang-Shih Wang, Shih-Hsih WuManager : Hsiang-Mu WuAssistants : Lai-Fa Lee, Hua-Wei Lin, Hsien-Ming Yang, Ying-Chieh Kao      |
| Médaille de bronze, Jeux olympiques | Japon          | Tomohito Ito, Shinichiro Kawabata, Masahito Kohiyama, Hirotami Kojima, Hiroki Kokubo, Takashi Miwa, Hiroshi Nakamoto, Masafumi Nishi, Kazutaka Nishiyama, Koichi Oshima, Hiroyuki Sakaguchi, Shinichi Sato, Yasuhiro Sato, Masanori Sugiura, Kento Sugiyama, Yasunori Takami, Akihiro Togo, Koji Tokunaga, Shigeki Wakabayashi, Katsumi WatanabeManager : Masatake YamanakaAssistants : Hiroo Nobata, Arai Nobuhisa      |

## Classement final
1.  Cuba
2.  Taipei chinois
3.  Japon
4.  États-Unis
5.  Porto Rico
6.  République dominicaine
7.  Italie
8.  Espagne

## Résultats

### Tour préliminaire
(H) : stade de L'Hospitalet de Llobregat

(V) : stade de Viladecans
| Date       | Heure     | Recevant               | Visiteur               | Score         |
| ---------- | --------- | ---------------------- | ---------------------- | ------------- |
| 26 juillet | 10:30 (H) | Taipei chinois         | Italie                 | 8 - 2         |
| 26 juillet | 10:30 (V) | Cuba                   | République dominicaine | 8 - 0         |
| 26 juillet | 18:00 (H) | Espagne                | États-Unis             | 1 - 4         |
| 26 juillet | 18:00 (V) | Porto Rico             | Japon                  | 0 - 9         |
| 27 juillet | 15:00 (H) | Taipei chinois         | États-Unis             | 9 - 10        |
| 27 juillet | 15:00 (V) | Italie                 | Cuba                   | 1 - 18 (8 m.) |
| 27 juillet | 21:00 (H) | Porto Rico             | République dominicaine | 7 - 5         |
| 27 juillet | 21:00 (V) | Japon                  | Espagne                | 12 - 1 (7 m.) |
| 28 juillet | 15:00 (H) | Taipei chinois         | Porto Rico             | 10 - 1        |
| 28 juillet | 15:00 (V) | États-Unis             | Italie                 | 10 - 0 (8 m.) |
| 28 juillet | 21:00 (H) | Japon                  | Cuba                   | 2 - 8         |
| 28 juillet | 21:00 (V) | République dominicaine | Espagne                | 11 - 2        |
| 29 juillet | 15:00 (H) | République dominicaine | Japon                  | 0 - 17 (7 m.) |
| 29 juillet | 15:00 (V) | Porto Rico             | Italie                 | 2 - 0         |
| 29 juillet | 21:00 (H) | Cuba                   | États-Unis             | 9 - 6         |
| 29 juillet | 21:00 (V) | Taipei chinois         | Espagne                | 20 - 0 (7 m.) |
| 31 juillet | 15:00 (H) | Japon                  | Italie                 | 13 - 3 (8 m.) |
| 31 juillet | 15:00 (V) | République dominicaine | Taipei chinois         | 0 - 11 (7 m.) |
| 31 juillet | 21:00 (H) | Espagne                | Cuba                   | 0 - 18 (7 m.) |
| 31 juillet | 21:00 (V) | États-Unis             | Porto Rico             | 8 - 2         |
| 1er août   | 15:00 (H) | Cuba                   | Porto Rico             | 9 - 4         |
| 1er août   | 15:00 (V) | Japon                  | Taipei chinois         | 0 - 2         |
| 1er août   | 21:00 (H) | Italie                 | Espagne                | 14 - 4 (7 m.) |
| 1er août   | 21:00 (V) | États-Unis             | République dominicaine | 10 - 0 (7 m.) |
| 2 août     | 15:00 (H) | Italie                 | République dominicaine | 5 - 7 (10 m.) |
| 2 août     | 15:00 (V) | Espagne                | Porto Rico             | 7 - 6         |
| 2 août     | 21:00 (H) | États-Unis             | Japon                  | 1 - 7         |
| 2 août     | 21:00 (V) | Cuba                   | Taipei chinois         | 8 - 1         |

### Classement du tour préliminaire
| Pl. | Équipe                 | J | V | D | PM | PC | %     |
| --- | ---------------------- | - | - | - | -- | -- | ----- |
| 1   | Cuba                   | 7 | 7 | 0 | 78 | 14 | 1.000 |
| 2   | Japon                  | 7 | 5 | 2 | 60 | 15 | .714  |
| 3   | Taipei chinois         | 7 | 5 | 2 | 61 | 21 | .714  |
| 4   | États-Unis             | 7 | 5 | 2 | 49 | 28 | .714  |
| 5   | Porto Rico             | 7 | 2 | 5 | 22 | 48 | .286  |
| 6   | République dominicaine | 7 | 2 | 5 | 23 | 60 | .286  |
| 7   | Italie                 | 7 | 1 | 6 | 25 | 62 | .143  |
| 8   | Espagne                | 7 | 1 | 6 | 15 | 85 | .143  |

J : rencontres jouées, V : victoires, D : défaites, PM : points marqués, PC : points concédés, % : pourcentage de victoire.
Les quatre premières équipes (Cuba, Japon, Chinese Taipei et États-Unis) sont qualifiées pour les demi-finales. Les trois équipes à égalité après Cuba ont été départagées par le nombre de points concédés en moyenne par 9 manches. Le Japon finit donc deuxième (1,50) devant Chinese Taipei (5,00) et les États-Unis (8,00).

### Demi-finales
Les deux demi-finales se sont jouées au stade de L'Hospitalet de Llobregat.
| Date   | Heure | Recevant | Visiteur       | Score |
| ------ | ----- | -------- | -------------- | ----- |
| 4 août | 15:00 | Japon    | Taipei chinois | 2 - 5 |
| 4 août | 21:00 | Cuba     | États-Unis     | 6 - 1 |

### Rencontre pour la médaille de bronze
La finale pour la médaille de bronze s'est jouée au stade de L'Hospitalet de Llobregat.
| Date   | Heure | Recevant   | Visiteur | Score |
| ------ | ----- | ---------- | -------- | ----- |
| 5 août | 15:00 | États-Unis | Japon    | 3 - 8 |

### Finale
La finale du tournoi s'est jouée au stade de L'Hospitalet de Llobregat.
| Date   | Heure | Recevant       | Visiteur | Score  |
| ------ | ----- | -------------- | -------- | ------ |
| 5 août | 21:00 | Taipei chinois | Cuba     | 1 - 11 |